# Nicole Nau
Nicole Nau – niemiecka językoznawczyni. Zajmuje się lingwistyką ogólną oraz gramatyką języka łotewskiego i mowy łatgalskiej. Tłumaczy z języka łotewskiego.
Studiowała językoznawstwo ogólne (kierunek główny), rusycystykę i informatykę na uniwersytetach w Hamburgu i Kilonii. Posiada doktorat z języka fińskiego i habilitację z języka łotewskiego. Jest kierownikiem Zakładu Bałtologii w Instytucie Językoznawstwa Uniwersytetu im. Adama Mickiewicza w Poznaniu.
Przekłada prozę i poezję współczesnych autorów. Tłumaczy także łotewskie pieśni chóralne i bajki łatgalskie. Na swojej stronie internetowej „lettlandlesen.com” popularyzuje niemieckie przekłady literatury łotewskej.

## Publikacje
- 1995: Möglichkeiten und Mechanismen kontaktbewegten Sprachwandels. Unter besonderer Berücksichtigung des Finnischen[4]
- 1998: Latvian[4]
- 2011: A short grammar of Latgalian[4]
- 2016: Języki w niebezpieczeństwie: księga wiedzy (współautorstwo)[4]
- 2016: Wortarten und Pronomina. Studien zur lettischen Grammatik[4]